# Letterbox

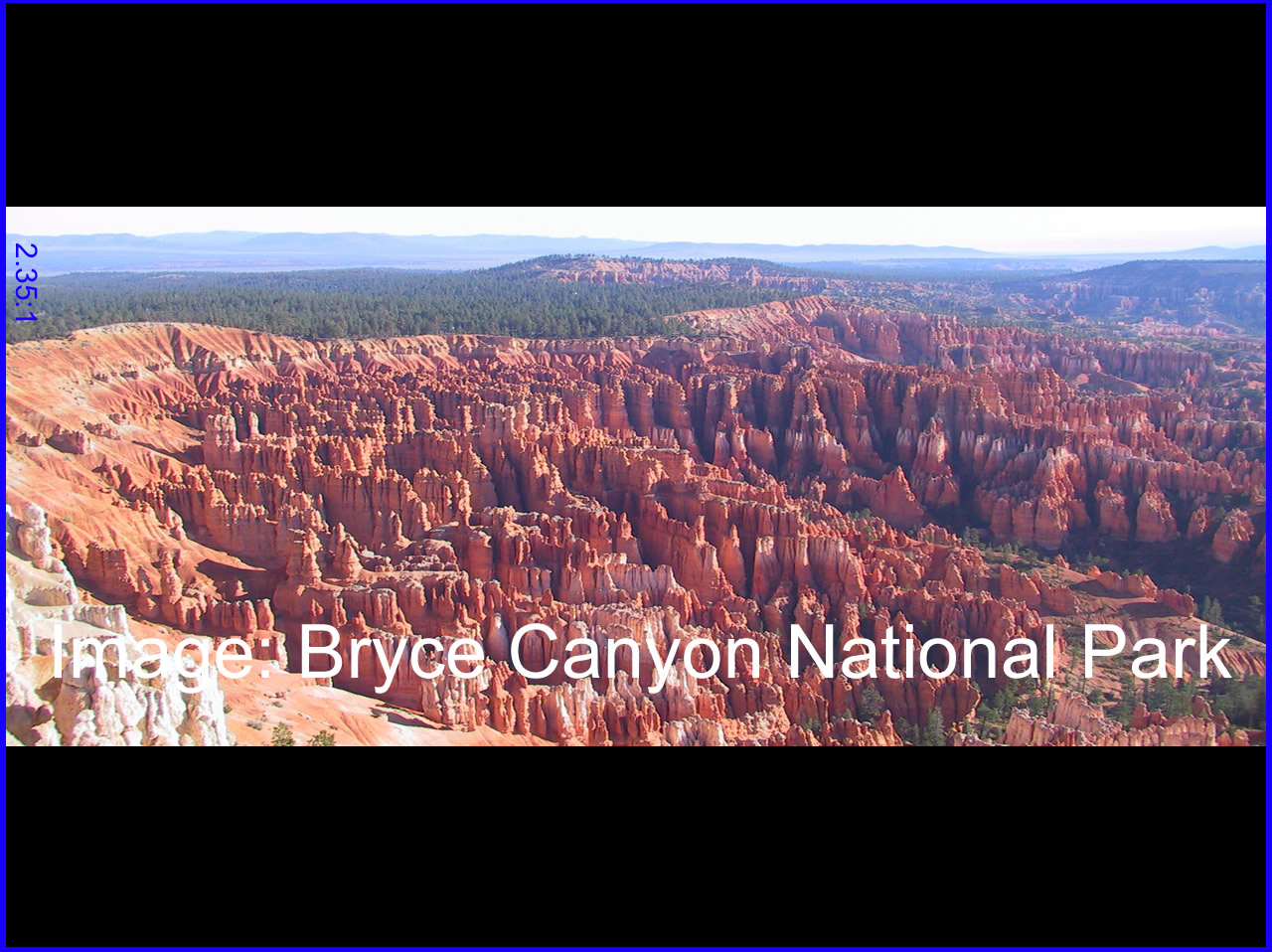
Imagen de pantalla ancha tras pasar por un letterbox.

El Letterboxing es la práctica de transformar películas filmadas en pantalla ancha a otros formatos de vídeo, preservando la relación de aspecto de la imagen. Como los formatos en general son menos anchos, este sistema añade dos barras negras (llamadas mattes) en la parte superior e inferior en cada fotograma de la película para poder ver la imagen en su totalidad.
Para identificar a las películas formateadas con este sistema, se utilizan las abreviaturas LBX o LTBX. El término letter box en inglés significa buzón, el nombre se deriva de la forma alargada que tienen las ranuras de estos.

## Descripción
El letterboxing es una alternativa al proceso de pan and scan, que a menudo daña la composición original de la película, las dos son técnicas inventadas para poder adaptar las películas pensadas para el cine a la televisión. El pan and scan consiste en recortar la imagen siguiendo el formato de destinación, que usualmente es el de una pantalla de televisión (4:3), de esta manera se pierden los laterales de la película. En cambio, el letterboxing conserva la composición de la imagen original. Esta técnica también es necesaria para representar en una pantalla de formato 16:9 la composición original de la película.
Los mattes (las barras negras) son simétricos generalmente, pero en algunos casos la imagen se puede elevar, y en consecuencia la anchura de estos cambia, con el propósito de incluir subtítulos en el matte inferior para evitar la superposición de la imagen. Esta práctica se lleva a cabo normalmente en los animes de VHS, aunque no siempre, también existen muchas películas con mattes simétricos y con subtítulos en el inferior.
La posición de los subtítulos en el conjunto de la imagen y los mattes depende del reproductor de DVD que se use, aunque también parece que cambia según la película en los discos Blu-ray.

## Primer uso en videos domésticos
El primer uso de letterboxing para un video de consumo apareció en el formato de videodisco "Disco de Capacitancia Electrónica" (CED), desarrollado por RCA.  
Inicialmente,  el letterboxing se usaba únicamente en algunas secuencias de texto de las películas (como los créditos), pero más tarde se adaptó su uso en toda la película. El primer multimedia con letterbox en todos los fotogramas estaba hecho con el formato CED y es la película Amarcord de Federico Fellini, estrenada en 1973, aunque la conversión de formato tuvo que esperar hasta 1984. Después de esta fecha muchas películas siguieron el mismo camino, algunas son: The Long Goodbye,  Monty Python and the Holy Grail y Rey de Corazones. Cada disco estaba marcado con una etiqueta que indicaba el uso de la nueva técnica de masterización de la pantalla panorámica de RCA.

## Uso posterior y aplicación al cine
La mayoría de películas de VHS hasta la época de los 80 en continentes como América del Norte eran solo estrenados en pan and scan. Más adelante, el Laserdisc (a la venta a partir de 1987) y algunas versiones de VHS se ofrecieron con la versión original de pantalla panorámica, gracias al Letterbox. Muchas de las filmaciones más populares, como películas familiares, ofrecían en sus primeros DVD tanto la versión en pan and scan como en Letterbox. Esto se daba principalmente en América del Norte. En otros territorios, como Europa o Asia, las versiones en pantalla ancha de películas VHS y Laserdisc eran más comunes.
Películas como El graduado y Woodstock, que hicieron uso de todo el ancho de la pantalla de cine, solían tener los lados cortados y un aspecto completamente diferente a las copias que no estaban hechas con Letterbox. Esto se acentúa aún más en las películas que utilizan el pan and scan que se centran solo en una imagen central dentro de todo el plano.
El término "Smilebox" es una marca registrada que se utiliza para describir un tipo de Letterboxing para películas de Cinerama, como la versión Blu-ray de La conquista del Oeste. La imagen se produce con tecnología por mapas 3D para tratar de aproximarse a una pantalla curva.
Actualmente, con la llegada de las HDTV de pantalla panorámica, muy pocas películas ofrecen el 4:3 y el pan and scan, a excepción de programas antiguos, rodados en ese formato, o películas anteriores a 1953. Algunos de los títulos que se publicaron en VHS y DVD, ahora se están emitiendo en su relación de aspecto original en DVD recientes y Blu-ray.

## Uso en la televisión
La transmisión digital permite el formato 16:9, de pantalla ancha, sin perder resolución. Así que este se convierte en el formato más utilizado en la televisión, concretamente se usa en la mayoría de los programas de televisión de Estados Unidos, Gran Bretaña y Francia y se transmite en formato anamórfico en plataformas digitales. Cuando se utiliza un televisor 4:3, es posible visualizar esta programación, ya sea en un formato de letterbox o en un formato 4:3 (donde se pierden los bordes de la imagen).
Un letterbox con relación de aspecto 16:9 menudo se transmitía en las transmisiones analógicas de los países europeos haciendo la transición de 4:3. Además, en los últimos años se ha producido un aumento de los "falsos" 2.35: 1 mattes de letterbox en televisión para crear la impresión de una película de cine, a menudo utilizado en anuncios, tráileres o programas de televisión como Top Gear.
Los actuales sistemas de televisión de alta definición (HDTV) utilizan pantallas de vídeo con una relación de aspecto más ancha que la de los aparatos de televisión antiguos, por lo que es más fácil de visualizar con precisión las películas de pantalla panorámica. Además de las películas producidas por el cine, algunos programas de televisión están producidos en HD y por tanto también constan de estas características. 
En un televisor de pantalla panorámica la imagen llena toda la pantalla, sin embargo, los filmes con 2:39:1 de las películas se encuentran en un formato de pantalla ancha con mattes estrechas. Esto ocurre porque la relación de aspecto 1.85:1 no coincide con el 16: 9 propio de la pantalla panorámica de los DVD y vídeos de alta definición, así que se produce un ligero letterboxing. En general, los mattes de película en 1,85: 1 eliminan para que coincidan con los de 16:9 en la transferencia de imagen en DVD y HD.
Los mattes de letterbox no tienen que ser necesariamente negros. IBM ha utilizado mattes azules en muchos de sus anuncios de televisión, Lotus de color amarillo y en anuncios sobre la eficiencia y la sostenibilidad del medio ambiente se han usado mattes verdes. También se hacen otros usos de los mattes de colores en los anuncios de Naproxeno y Kodak, y en videos musicales como los del álbum "Playmate of the Year" de Zebrahead. En otros casos podemos encontrar mattes animados, como los del vídeo musical de "Never Gonna Stop (The Red Red Kroovy)" e incluso parodiados, como la escena final del vídeo musical de "Crazy Frog", de Axel F, en el que una figura animada se asoma sobre el matte inferior, con las manos superpuestas en este. Estas aportaciones son similares a romper la frontera de la viñeta de un cómic.
La tabla siguiente muestra las líneas de TV que contendrán información de la imagen, cuando las imágenes de letterbox se visualicen en pantallas 4:3 o 16:9. 
| Relación de aspecto en una pantalla 4:3 | Sistema de líneas televisivas 525 | Sistema de líneas televisivas 525 | Sistema 625 | Sistema 625 |                            | Relación de aspecto en una pantalla 16:9 | Sistema de líneas televisivas 525 | Sistema de líneas televisivas 525 | Sistema 625 | Sistema 625 | Sistema en 1080 HD | Sistema en 1080 HD |
| --------------------------------------- | --------------------------------- | --------------------------------- | ----------- | ----------- | -------------------------- | ---------------------------------------- | --------------------------------- | --------------------------------- | ----------- | ----------- | ------------------ | ------------------ |
| Pantalla completa (1.33:1)              | 21-263                            | 284-525                           | 23-310      | 336-623     | -                          | -                                        | -                                 | -                                 | -           | -           | -                  |                    |
| 14:9 (1.56:1)                           | 40-245                            | 302-508                           | 44-289      | 357-602     | -                          | -                                        | -                                 | -                                 | -           | -           | -                  |                    |
| 16:9 (1.78:1)                           | 52-232                            | 315-495                           | 59-282      | 372-587     | Pantalla completa (1.78:1) | 21-263                                   | 284-525                           | 23-310                            | 336-623     | 21-560      | 584-1123           |                    |
| 1.85:1                                  | 56-229                            | 320-491                           | 64-270      | 376-582     | 1.85:1                     | 26-257                                   | 289-520                           | 29-304                            | 342-617     | 31-549      | 594-1112           |                    |
| 2.35:1                                  | 73-209                            | 336-472                           | 85-248      | 398-561     | 2.35:1                     | 50-231                                   | 313-495                           | 58-275                            | 371-588     | 86-494      | 649-1057           |                    |